# آنا ماله
آنا ماله (به انگلیسی: Anna Malle) (زاده ۹ سپتامبر ۱۹۶۷ – مرگ ۲۵ ژانویه ۲۰۰۶) بازیگر پورنوی اهل آمریکا است. او متولد شهر هاوانا از ایالت ایلینوی آمریکا بود اما در شهرفورت مدیسون ایالت آیوا بزرگ شد.

## شغل
براساس مندرجات آی. ای. اف. دی او کارش را با بازی در قسمت ۳۷ فیلم نوازندگان کثیف، با کارگردانی اد پاورز شروع نموده. در این ویدئو او اعلام کرد که برای نشان دادن سبک کار سکسی اش نام آنا ماله را انتخاب نموده.
او به علت حرارت و شور و شوقی که در فیلمهایش به خرج می‌داد به زودی با تشویق منتقدان مواجه شد و طرفداران بسیاری پیدا کرد.
آنا همچنین در فیلم‌های تولید مکس هاردکور به بازی پرداخت. وی در طول فعالیت هنری اش، در ۳۵۱ فیلم به همراه همسرش هانک آرمسترانگ به ایفای نقش پرداخته‌است و از بین تمام این فیلم‌ها او در ۵ فیلم، علاوه بر بازیگری به کارگردانی آن‌ها را نیز برعهده داشته‌است.
در طول دهه ۹۰ میلادی او با بسیاری از هنرپیشگان مشهور خصوصاً نینا هارتلی هم بازی بود. در نامه سرگشاده‌ای که نینا هارتلی اندکی پس از مرگ آنا در تارنمای وی چاپ کرد، بخاطر خاطرات و اعمالی که با وی انجام داده بود، از وی به نام یک همسر نام برده‌است.
او در طول حیاتش در محافل اصلی صنعت پورنو گرافی حضور مستمر داشت. ازجمله کمپانی HPO، PLAY BOY CHANNEL.
او در سال ۲۰۰۵ میلادی خودرا بازنشسته کرد. و در نهایت در روز ۲۶ ژانویه ۲۰۰۶ در نزدیکی شهر لاس وگاس در یک تصادف رانندگی کشته شد.